# René Kapel
René Samuel (Shmuel) Kapel (né Samuel Kapelovits le 23 septembre 1907 à Paris et mort en 1994 à Jérusalem) est un rabbin français, membre de la Résistance, qui devient plus tard ambassadeur de l'État d'Israël.

## Biographie

### Enfance
René Kapel, naît à Paris le 23 septembre 1907. Il étudie au Séminaire israélite de France (SIF), à Paris, de 1926 à 1932 et à la Faculté de droit de Paris. Il devient licencié en droit en 1929 et rabbin en 1932.
Son beau-père est Moshe Avigdor Amiel (1883-1946), grand-rabbin de Tel Aviv de 1935 à 1946, après avoir été Grand-Rabbin d'Anvers, en Belgique de 1920 à 1936. René Kapel est le beau-frère de Israël Salzer, Grand-rabbin de Marseille

### Rabbin de diverses communautés
Le rabbin Kapel est le rabbin de Belfort de 1932 à 1934. Puis de 1934 à 1936, il est rabbin en banlieue parisienne et, en même temps, président du "Tséiré Mizrachi" de Paris (le Mizrahi Parti National Religieux ou PNR).
Il retourne à Belfort comme rabbin en septembre 1936 et y demeure jusqu'en septembre 1939. En juillet 1939, il est élu rabbin de Mulhouse, mais mobilisé le 27 août 1939 à Orléans, il ne peut prendre sa nouvelle fonction,.

### Seconde Guerre mondiale
Le rabbin Kapel devient aumônier du Cinquième  corps d'armée jusqu'à sa démobilisation en octobre 1940.
En août 1940, apprenant que 7 500 Juifs allemands et autrichiens sont internés au camp de Saint-Cyprien (Pyrénées-Orientales), il s'y rend et fait un rapport au rabbinat de Lyon. Avec Joseph Weill, directeur médical de l'Œuvre de secours aux enfants (OSE), il apporte de l'aide (nourriture, couvertures). Il organise un parrainage des internés par les familles juives de Toulouse.
Entre novembre 1940 et juillet 1942, le rabbin Kapel et le rabbin René Hirschler réussissent à faire libérer 2 000 internés du Camp de Gurs (Basses-Pyrénées),. Il fait évader environ 1 000 personnes.
Il avertit des familles juives que des arrestations imminentes sont prévues.
Membre de l'Armée juive (AJ), il recrute de futurs combattants.
Prévenus des déportations d'août 1942 du camp de Gurs dans le département des Basses-Pyrénées, du camp de concentration de  Noé dans le département de  Haute-Garonne et du camp du Récébédou au sud de Toulouse (Haute-Garonne), les rabbins Kapel et Hirschler font sortir les enfants et les cachent chez des particuliers et dans des institutions.
Il est arrêté par la Feldgendarmerie le 29 décembre 1942. Libéré, il devient à Grenoble aumônier régional de la jeunesse israélite.
À partir de 1942, il est aumônier général de l'organisation juive de combat (OJC).
Il est arrêté dans les bureaux du consistoire central, lors d'une rafle. Il s'échappe et s'établit à Castres.
De nouveau menacé d'arrestation, il doit se réfugier à Grenoble, le 31 janvier 1943 alors dans la zone d'occupation italienne en France.
Avec les chefs de l'AJ, il rencontre en juillet 1944 à Paris un agent qui doit les conduire jusqu'à Londres. Cet agent qui se fait passer pour un membre de l'Intelligence Service fait partie en réalité de l'Abwehr. Les chefs de l'AJ tombés dans le piège sont arrêtés, interrogés et torturés par la Gestapo, rue de la Pompe dans le 16e arrondissement de Paris. Maurice Loebenberg meurt de ces tortures. René Kapel est incarcéré à la prison de Fresnes, puis au camp de Drancy et déporté par le convoi no 79, en date du 17 août 1944, dont il s'évade en sautant du train, avec entre autres Jacques Lazarus.

### Retour à Paris
Le rabbin Kapel comme les autres évadés du convoi no 79 réussit à traverser la ligne de front et rentre à Paris le 25 août 1944, le jour de la Libération de Paris.
En 1945, il est chargé par le rabbinat de contacter les associations de déportés et les œuvres sociales pour résoudre le problème de l'agouna, lorsque des femmes des déportés non revenus des camps souhaitent se remarier.
Il est aumônier de la Jeunesse juive, de 1945 à 1947.
En 1948, il succède au rabbin David Feuerwerker comme rabbin de la synagogue de Neuilly. Il y reste jusqu'en 1949. Le rabbin Édouard Gourévitch lui succède.
En 1950, il établit avec Edmond Weil le Conseil représentatif du judaïsme traditionaliste (CRITEF),.

### Diplomate
De 1949 à 1954, il est vice-consul de l'État d'Israël à Paris.
Il devient ensuite à Jérusalem directeur-adjoint puis directeur du département de l'Amérique latine au ministère des Affaires étrangères.
Il devient chef de mission et ministre plénipotentiaire d'Israël à Athènes, de 1960 à 1964, puis ambassadeur au Guatemala, et accrédité auprès de plusieurs pays d'amérique centrale, de 1965 à 1969.
Il est nommé Conseiller du Ministre des Affaires Étrangères.
Il prend sa retraite en octobre 1972.

### Mort
Il meurt à Jérusalem en 1994, à l'âge de 87 ans.

## Publication
- René S. Kapel, Un rabbin dans la tourmente (1940-1944), Dans les camps d'internement et au sein de l'organisation Juive de Combat, Éditions du Centre, 1985

## Distinctions
- Chevalier de la Légion d'honneur
- Médaille de la Résistance française (décret du 15 octobre 1945)[23]
- Médaille d'or de la ville de Toulouse.

## Pour approfondir